# Sympycnus latitarsis
Sympycnus latitarsis är en tvåvingeart som beskrevs av Van Duzee 1930. Sympycnus latitarsis ingår i släktet Sympycnus och familjen styltflugor.
Artens utbredningsområde är Utah. Inga underarter finns listade i Catalogue of Life.